# Chad Stahelski
Chad Stahelski (20 de Setembro de 1968) é um dublê e diretor de cinema americano. Ele é conhecido por seu trabalho em Buffy the Vampire Slayer e por dirigir o filme de John Wick - De Volta Ao Jogo (2014) junto com David Leitch, além de dirigir sozinho suas três sequências. Stahelski também foi dublê de Brandon Lee após o acidente fatal envolvendo Lee no set de The Crow (1994) e substituiu Lee no filme. Ele trabalhou como coordenador de dublês e diretor de segunda unidade em vários filmes.

## Carreira
Stahelski trabalhou em The Crow (1994) de Alex Proyas. Stahelski e o dublê Jeff Cadiente serviram como substitutos para o ator Brandon Lee. Anteriormente, em 31 de Março de 1993, durante as filmagens, Lee foi acidentalmente ferido no set por munição defeituosa e depois morreu no hospital durante uma cirurgia. Efeitos especiais foram usados para dar a eles o rosto de Lee. Seu trabalho abriu o caminho para ressuscitar atores para completar ou ter novas performances, uma vez que técnicas pioneiras de CGI foram usadas para completar o filme.
Em 1997, Stahelski co-fundou a empresa de design de ação 87Eleven com David Leitch.
Ele trabalhou como dublê para sua futura estrela de John Wick, Keanu Reeves, na franquia Matrix, e mais tarde serviu como coordenador de dublês para os filmes. Em 2009, Stahelski foi diretor de segunda unidade e coordenador de dublês em Ninja Assassin (2009) junto com David Leitch.
Em 2012, no set do filme Os Mercenários 2 para o qual Stahelski atuou como coordenador de dublês, o dublê Kun Liu foi morto por uma explosão no set. A família de Liu processou Stahelski após o acidente.
Em 2014, Stahelski co-dirigiu o neo-noir de ação, John Wick junto com Leitch, baseado no roteiro de Derek Kolstad. O filme estrelou Keanu Reeves e Michael Nyqvist, e foi lançado em 24 de Outubro de 2014 pela Summit Entertainment, arrecadando mais de 88 milhões de dólares.
Stahelski atuou como único diretor para a sequência do filme de 2017, John Wick: Chapter 2, e novamente para o terceiro filme, John Wick: Chapter 3 – Parabellum (2019), ele também dirigiu o quarto filme da franquia intitulado John Wick: Chapter 4 (2023)
Em 2019, Stahelski foi o segundo diretor de unidade para as refilmagens de Aves de Rapina (2020)
Em Novembro de 2017, ele foi contratado para a reinicialização da franquia Highlander com Henry Cavill e Dave Bautista no elenco, da qual se comprometeu a fazer uma trilogia, terminando com "The Gathering" dos imortais. Seria semelhante em desenvolvimento temático com a trilogia original de Star Wars, e semelhante à ação de John Wick, mas com espadas substituindo tiroteios. A trilogia do reboot ainda incluiria a música icônica do Queen.
Em Dezembro de 2017, foi anunciado que Stahelski dirigiria uma adaptação cinematográfica da história em quadrinhos Kill or Be Killed.
Em Fevereiro de 2018, foi anunciado que Stahelski dirigiria uma adaptação cinematográfica dos romances de Sandman Slim.
Em Maio de 2018, Stahelski foi anunciado como diretor da Analog.
Em Março de 2021, foi anunciado que Stahelski dirigiria uma adaptação cinematográfica de Ghost of Tsushima.

### Vida Pessoal
Stahelski era casado com a colega dublê Heidi Moneymaker, que trabalhou como dublê de Scarlett Johansson como Viúva Negra. Ela também apareceu no filme de Stahelski John Wick: Chapter 2 (2017). Stahelski era amigo de Brandon Lee. Eles treinaram juntos na Academia Inosanto.

## Filmografia

### Filmes
| Data | Filme                             | Diretor | Produtor      | Notas                                            |
| ---- | --------------------------------- | ------- | ------------- | ------------------------------------------------ |
| 2014 | John Wick                         | Sim     | Não creditado | Estreia na direção, co-dirigido com David Leitch |
| 2017 | John Wick: Chapter 2              | Sim     | Não           |                                                  |
| 2019 | John Wick: Chapter 3 – Parabellum | Sim     | Executivo     |                                                  |
| 2021 | Bruised                           | Não     | Executivo     |                                                  |
| 2022 | Day Shift                         | Não     | Sim           | Pós-produção                                     |
| 2023 | John Wick: Chapter 4              | Sim     | Sim           | Pós-produção                                     |

### Diretor de Segunda Unidade
| Data | Filme                      | Notas                        |
| 2016 | Captain America: Civil War |                              |
| 2020 | Birds of Prey              | Também coordenador de dublês |

### Dublê
| Data | Filme                               | Notas                                                                         |
| 1994 | The Crow                            | dublê de Brandon Lee (refilmagens sem créditos) creditado como Chad Storelson |
| 1996 | Escape from L.A.                    |                                                                               |
| 1997 | Bean                                |                                                                               |
| 1997 | Orgazmo                             |                                                                               |
| 1998 | Recoil                              |                                                                               |
| 1998 | Almost Heroes                       |                                                                               |
| 1998 | The Hunted                          | Coordenador de acrobacias/dublês                                              |
| 1999 | 8mm                                 |                                                                               |
| 1999 | The Matrix                          | Dublê de Keanu Reeves                                                         |
| 1999 | Wild Wild West                      |                                                                               |
| 2000 | Picking Up The Pieces               |                                                                               |
| 2000 | The Replacements                    | Dublê de Keanu Reeves (não creditado)                                         |
| 2000 | The Gift                            | (Acrobacias não creditadas)                                                   |
| 2001 | Tomcats                             |                                                                               |
| 2001 | Ghosts of Mars                      |                                                                               |
| 2001 | Rock Star                           |                                                                               |
| 2001 | Corky Romano                        |                                                                               |
| 2003 | The Matrix Reloaded                 | Coordenador de dublês de artes marciais                                       |
| 2003 | The Matrix Revolutions              | Coordenador de dublês de artes marciais                                       |
| 2004 | Torque                              | Motorista de acrobacias (Não creditado)                                       |
| 2004 | Van Helsing                         | Coordenador de luta / coordenador assistente de dublês                        |
| 2004 | Spider-Man 2                        | Não creditado                                                                 |
| 2004 | Cellular                            | Acrobacias Utilitárias (Não creditado)                                        |
| 2005 | Thumbsucker                         |                                                                               |
| 2005 | Constantine                         | Coreógrafo de luta (não creditado)                                            |
| 2005 | XXX: State of the Union             |                                                                               |
| 2005 | Mr. & Mrs. Smith                    | (Acrobacias Utilitárias)                                                      |
| 2005 | The Dukes of Hazzard                | Dublê de Johnny Knoxville (não creditado)                                     |
| 2005 | Serenity                            | Coordenador de dublês                                                         |
| 2005 | Æon Flux                            | (não creditado)                                                               |
| 2005 | V for Vendetta                      |                                                                               |
| 2006 | Beerfest                            | Coordenador de dublês                                                         |
| 2006 | 300                                 | Coreógrafo de luta                                                            |
| 2007 | Next                                |                                                                               |
| 2007 | Live Free or Die Hard               |                                                                               |
| 2007 | Shoot 'Em Up                        | (Não creditado)                                                               |
| 2007 | I Am Legend                         | (Não creditado)                                                               |
| 2008 | Jumper                              |                                                                               |
| 2008 | Speed Racer                         | Supervisor e Coordenador de dublês                                            |
| 2009 | X-Men Origins: Wolverine            | Coordenador de Ação                                                           |
| 2009 | Ninja Assassin                      | Coordenador de dublês                                                         |
| 2010 | Iron Man 2                          | (Acrobacias Utilitárias)                                                      |
| 2010 | The Expendables                     | Coordenador de dublês                                                         |
| 2010 | Tron: Legacy                        | (Não creditado)                                                               |
| 2011 | Season of the Witch                 | (Não creditado)                                                               |
| 2011 | The Mechanic                        | Coordenador de dublês                                                         |
| 2011 | Immortals                           | Coreógrafo de luta                                                            |
| 2012 | Safe                                | Supervisor e Coordenador de dublês                                            |
| 2012 | Dredd                               | Coordenador de Ação                                                           |
| 2013 | G.I. Joe: Retaliation               | Coordenador assistente de dublês                                              |
| 2013 | The Wolverine                       | Coordenador de dublês (não creditado)                                         |
| 2013 | 47 Ronin                            | Coordenador de dublês (não creditado)                                         |
| 2013 | Homefront                           |                                                                               |
| 2014 | Captain America: The Winter Soldier | (não creditado)                                                               |
| 2018 | Deadpool 2                          | Dirigido por David Leitch                                                     |

### Ator
| Data | Filme                    | Papel |
| ---- | ------------------------ | ----- |
| 2021 | The Matrix Resurrections | Chad  |